# Casa Ylla-Català
La Casa Ylla-Català és una obra eclèctica de Vic (Osona) protegida com a Bé Cultural d'Interès Local.

## Descripció
Es tracta d'un edifici amb una paret mitgera que consta de planta baixa, entresòl i dues plantes superiors. La casa s'organitza en façana marcant el basament amb un encoixinat corregut, el cos principal amb balcons i el coronament amb finestres. Les obertures s'agrupen en eixos de composició vertical i utilitzen la gradació de proporcions en alçada. El coronament és un ràfec amb colls vists molt propi de principis del segle.
La pedra picada és present a l'arc adovellat de l'entrada principal, a les lloses dels balcons i emmarcant les obertures principals.
Les baranes són de ferro forjat i la façana està arrebossada amb dibuix de carreus per incisió a la planta baixa.

## Història
L'edifici, en el seu estat actual, sembla fruit d'una reforma feta a finals del segle xix o principis del segle xx. Havia estat fins fa pocs anys residència adscrita a la Catedral.